# Nadi Pariksha
 (février 2023).
Si vous disposez d'ouvrages ou d'articles de référence ou si vous connaissez des sites web de qualité traitant du thème abordé ici, merci de compléter l'article en donnant les références utiles à sa vérifiabilité et en les liant à la section « Notes et références ».

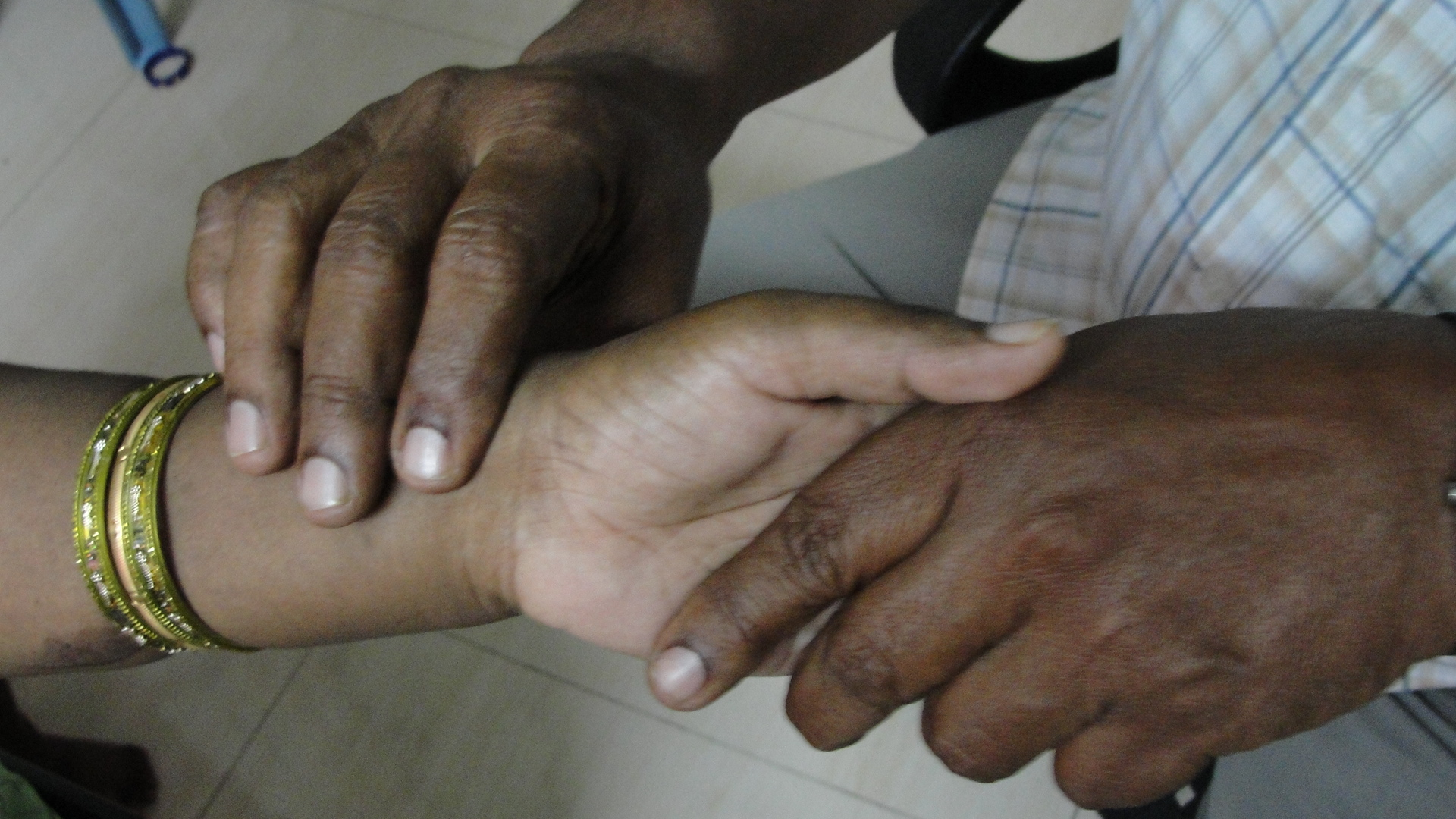
Le vaidya pose trois doigts sur l'artère radiale d'un patient au niveau du poignet.

Nadi Parikhsa (ou en un mot : Nadipariksha) est le nom donné à la manière dont on prend le pouls dans la médecine ayurvédique originaire de l'Inde. Egalement appelée Nadi Vigyan (ou Nadivigyan), elle est différente de la méthode pratiquée dans la médecine moderne. Ici, on pose trois doigts (l'index, le majeur et l'annulaire) sur l'artère radiale du patient au niveau du poignet. En exerçant différents modes de pression, le vaidya — le médecin ayurvédique — recueille l'information concernant les trois énergies de base ou doshas de la personne : Vata, Pitta et Kapha, dont le déséquilibre a provoqué un dysfonctionnement.
L'index sent Vata, l'énergie-dosha du mouvement, de l'espace et de l'air responsable notamment de tout ce qui se meut dans le corps. Le majeur sonde Pitta, qui représente les éléments du feu et de l'eau (Pitta gouverne entre autres la régulation thermique, les enzymes digestives et le métabolisme, partout où s'active l'énergie de transformation). Enfin, l'annulaire étudie Kapha, représentant l'eau et la terre : Kapha régit la structure et l'équilibre des fluides et possède les qualités de ce qui est lourd, lent et épais.
Ayant examiné les profondeurs du pouls, le vaidya aura déterminé la prakriti du patient — son type ayurvédique de base qui ne change jamais et qui est un mélange des trois doshas — ainsi que sa vrikriti, l'état de déséquilibre actuel de ses doshas responsable de son état. Le corps étant la matérialisation physique des trois doshas, le médecin ayurvédique aura également exploré par leur intermédiaire l'état des dhatus (les sept types de tissus de l'organisme – voir Ayurveda), la présence éventuelle d' ama (les toxines), la qualité d' ojas (le produit d'une digestion parfaite), les shrotas (les canaux qui transportent les éléments nutritifs et les déchets), l'état du cœur, de l'esprit et des sens et la manière dont ils interagissent. 
Ainsi, en moins de trois minutes, un vaidya expérimenté dispose de tout ce qui est nécessaire pour guider l'individu sur le chemin de son rétablissement et lui proposer les traitements et remèdes dont il est question dans l'article sur l'ayurveda.